# Franz Külbs
Franz Külbs (* 31. Dezember 1875 in Rheine; † 1964)  war ein deutscher Mediziner (Internist, Kardiologe).

## Leben
Külbs promovierte 1901 in Kiel bei Heinrich Irenaeus Quincke und war danach Assistent von 1901 bis 1902 am Pathologischen Institut der Universität Wien bei Anton Weichselbaum. 1907 habilitierte er sich an der Christian-Albrechts-Universität zu Kiel in Innerer Medizin. 1911 wurde er Privatdozent und Oberarzt an der Ersten Medizinischen Klinik der Charité in Berlin (bei Wilhelm His) und erhielt am 7. Oktober 1911 den Titel eines Professors. 1916 wurde er außerordentlicher Professor in Straßburg und 1917 ordentliches Mitglied und Professor an der Akademie für Praktische Medizin in Köln und Chefarzt am Augustahospital. 1919 wurde er ordentlicher Professor an der Universität Köln und Direktor der Ersten Medizinischen Klinik. Ab 1933 war er auch Leiter der Medizinischen Klinik Lindenburg in Köln-Lindenthal. Im März 1939 ging er in den Ruhestand.
Er verfasste den Artikel Erkrankungen der Zirkulationsorgane in der ersten Auflage des Handbuchs der inneren Medizin (Band 2, 1914) und auch in der zweiten Auflage (1928). Als Assistent von Quincke führte er die erste Lumbalpunktion aus. Zu seinen Forschungsschwerpunkten gehörten die Beziehung von Herz- und Skelettmuskulatur, Fragen zum Sportherz, Anatomie des Reizleitungssystems des Herzens und dessen embryonale Entwicklung und Phylogenese, Nikotin als Herzgift bis hin zur Neurosenlehre der Kreislaufstörungen.

## Schriften
- Das Reizleitungssystem im Herzen, Springer 1913
- Leitfaden der medizinisch-klinischen Propädeutik, Springer 1919